# Викулов, Сергей Филиппович
Серге́й Фили́ппович Викулов (9 сентября 1933, Уфа — 16 января 2025) — советский и российский экономист, заслуженный деятель науки Российской Федерации, доктор экономических наук, профессор, главный научный сотрудник 46 ЦНИИ МО РФ; внёс существенный вклад в развитие военно-экономической науки, а именно: в создание нового научного направления — военно-экономический анализ и в развитие методологии экономики военного строительства.
Действительный государственный советник Российской Федерации 3-го класса, полковник.
Вёл активную научно-организационную работу, являясь президентом Академии проблем военной экономики и финансов, членом специальных экспертных советов по гуманитарным наукам, военной науке и технике Высшей аттестационной комиссии Министерства образования и науки РФ, членом Президиума экспертно-консультативного совета Счётной палаты РФ.

## Биография
Родился 9 сентября 1933 года в городе Уфе.
В 1958 году окончил Ленинградскую Краснознамённую военно-воздушную инженерную академию им. А. Ф. Можайского по специальности военный инженер-строитель.
В 1958—1965 годах находился на практической работе по специальности.
Женат, имеет дочь.

### Педагогическая деятельность
В 1966 году перешел на работу во вновь созданный отдел военно-экономического анализа и новых методов планирования и управления в НИИ-4. Результаты работы по проблематике военно-экономического анализа создания и эксплуатации подвижных ракетных комплексов стали основой для защиты в 1970 году кандидатской диссертации.
В 1976—1993 годах работал на Военном финансово-экономическом факультете при Московском финансовом институте (ныне Финансовый университет при Правительстве РФ), где занимал должности старшего преподавателя, начальника кафедры экономики Вооружённых Сил (1976—1992), заместителя начальника факультета по учебной и научной работе (1992—1993).
В 1988 году защитил в Военно-политической академии Министерства обороны докторскую диссертацию по оценке военно-экономической эффективности затрат на укрепление боевого потенциала Вооружённых Сил; в 1989 году ему было присвоено учёное звание профессора.
С 1999 года работал в должности ведущего научного сотрудника научно-исследовательского центра (военно-экономических обоснований) Военного финансово-экономического университета; профессора кафедры военной экономики и программ вооружения Военно-воздушной инженерной академии им. Н. Е. Жуковского; профессора кафедры управления экономикой производства вооружения Военного университета; главного научного сотрудника 46 ЦНИИ МО РФ.
В качестве научного руководителя и консультанта подготовил 25 докторов и кандидатов наук.
Основные направления научной деятельности: развитие военно-экономической теории в России, разработка проблем оценки и обоснования научных основ оценки военно-экономической эффективности затрат ресурсов на укрепление боевого потенциала и повышение боевой готовности войск, создание методологии военно-экономического анализа, создание методологических основ новой парадигмы управления экономическим обеспечением военного строительства, участие в формировании концепции подготовки и аттестации научно-педагогических кадров в современных условиях, разработка основ методологии экономики строительства военной организации, публицистика.

### Государственная служба
В 1993—1996 годах работал в Администрации Президента Российской Федерации, занимая должности главного аналитика Аналитического центра Администрации Президента Российской Федерации по социально-экономической политике; консультанта Аналитического центра при Президенте Российской Федерации; консультанта — руководителя группы анализа проблем обороны и безопасности направления (отдела) политических и экономических проблем Аналитического управления Президента Российской Федерации; консультанта отдела оценок и прогнозов управления анализа и прогнозов Главного программно-аналитического управления Президента РФ.
В 1996—1998 годах — советник международно-аналитического отдела аппарата Совета обороны Российской Федерации.
В 1998—1999 годах — советник отдела экономики военного строительства аппарата Совета Безопасности Российской Федерации.
Государственный советник Российской Федерации 3-го класса (Указ Президента РФ от 11.09.1997, № 1006).

### Общественная деятельность
- член Президиума Экспертно-консультативного совета Счётной палаты Российской Федерации;
- председатель специального экспертного совета по гуманитарным наукам ВАК Минобрнауки России; член специального экспертного совета по военной науке и технике;
- президент Академии проблем военной экономики и финансов, действительный член Академии военных наук;
- руководитель военного филиала Академии экономических наук и предпринимательской деятельности; действительный член Российской академии естественных наук;
- председатель диссертационного совета по экономическим наукам Военного финансово-экономического университета, заместитель председателя диссертационного совета 46 ЦНИИ МО РФ; член диссертационного совета Московского государственного университета экономики, статистики и информатики (МЭСИ).
- заместитель главного редактора «Вестника Военного финансово-экономического университета», заместителя главного редактора сетевого научного журнала «Вооружение и экономика», член научно-редакционного совета журнала «Вестник Академии военных наук».

В 2006 году избран почётным членом Российской академии ракетных и артиллерийских наук.

### Награды
- Орден «За службу Родине в Вооружённых Силах» III степени (указ Президиума Верховного Совета СССР от 19 февраля 1986 года),

14 медалей (1954—2004);
- Почётное звание «Заслуженный деятель науки Российской Федерации» (Указ Президента РФ от 26.06.95, № 636);
- Почётный знак «Совет Безопасности Российской Федерации» (2003).
- В 2008 году награждён Почётной грамотой Президиума ВАК России, подписанной академиком РАН М. П. Кирпичниковым.

### Научные труды
Опубликовано более 300 научных работ, в том числе:
Монографии
- Викулов С. Ф. Военно-экономическая эффективность затрат на укрепление боевого потенциала и повышение боевой готовности войск. Московский финансовый институт, 1986.
- Викулов С. Ф. Современные проблемы экономического обеспечения оборонной безопасности России. М.: Военный финансово-экономич. фак-т при ГФА, 1997.
- Викулов и др. Военный бюджет государства. Методы обоснования и анализа. М.: Воениздат, 2000.
- Викулов С. Ф. и др. Военно-экономическое, финансовое и социально-правовое обеспечение строительства Вооружённых сил РФ. Военная академия тыла и транспорта. Минобороны, 2011
- Викулов С. Ф. и др. Военно-экономический анализ в экономике военного строительства: современные проблемы и тенденции развития". Москва — Ярославль: Изд-во РАЕН, ЯВФЭИ и 46 ЦНИИ МО РФ. 2007.
- Викулов С. Ф. и др. Экономика военного строительства: новая парадигма. Ярославль: ООО ИПК «Литера», 2008

Учебники
- Жуков Г. П., Викулов С. Ф. Военно-экономический анализ и исследование операций. М.:Воениздат, 1987.
- Викулов С. Ф. и др. Военная экономика. М.: Воениздат, 1999.
- Викулов С. Ф. и др. Военно-экономический анализ/Под ред Викулова С. Ф. М.: Воениздат, 2001.

Статьи в научных изданиях
- Викулов С. Ф. Военно-экономическая реформа: сущность, содержание, проблемы. Вопросы экономики, № 10, 1990
- Erfahrungen bei der Konversion und Wege zu ihrer Vervollkommnung auf der Grundlage der Zusammen- arbeit zwischen russischen und deutschen. BERLINER. EUROPA. FORUM, 1994.
- Викулов С. Ф., Кортунов С. В. Методологические основы военной реформы в России. «Власть», № 9, 1997.
- Викулов С. Ф., Кортунов С. В. Внешнеполитическое измерение военной реформы. «Международная жизнь», № 9, 1997.
- Викулов С. Ф. Экономическая политика военной организации. РАН, Ин-т междунар-х экон. и полит. иссл-й, 2002.
- Викулов С. Ф. Экономическая политика военной организации. РАН, Ин-т междунар-х экон. и полит. иссл-й, 2002.
- Викулов С. Ф., Лавринов Г. А. Методологические вопросы экономического обеспечения военного строительства. Аналитический вестник Совета Федерации ФС РФ, серия: Проблемы национальной безопасности. Вопросы воен. строит. в РФ. № 18 (335). 2007.
- Экономика военного строительства в условиях перехода к рыночным отношениям. ЭНЖ «Вооружение и экономика» № 1, 2008.
- Викулов С. Ф., Хрусталёв Е. Ю. Военная экономика России: научная дисциплина и отрасль производства. ИМЭМО РАН, Мировая экономика и межд-ные отношения, № 7, 2009.
- Викулов С. Ф., Трофимец В. Я. Оценка военно-экономической эффективности военного строительства. ЭНЖ «Вооружение и экономика» № 5, 2009.
- Некоторые парадигмальные проблемы военной экономики и финансов в исследованиях последних лет. ЭНЖ «Вооружение и экономика» № 3 (7), 2009.
- Викулов С. Ф. О концепции подготовки и аттестации научно-педагогических кадров в современных условиях. ЭНЖ «Вооружение и экономика» № 10, 2010.
- Викулов С. Ф., Бабкин Г. В., Косенко А. А. Современные военно-экономические реалии — пора менять отечественную парадигму военного строительства. ЭНЖ № 1 «Вооружение и экономика» (17), 2012.
- Викулов С. Ф. Военно-экономический анализ: история, методология, проблемы. ЭНЖ «Вооружение и экономика» № 4 (20), 2012.
- Викулов С. Ф., Югай Т. А. Актуальные проблемы науки и образования в контексте инновационной парадигмы. ЭНЖ «Вооружение и экономика» № 2 (23), 2013.

Публицистика
- Публицистика 1988—2008 гг. Ярославль: Изд. «Литера». 2008.
- Образование, наука, экономика. «Военно-промышленный курьер» № 49, 50, 51.
- Проблемы подготовки военно-научных кадров. «Независимое военное обозрение», 21.12.2012.